# Protopterus dolloi
Protopterus dolloi är en fiskart som beskrevs av George Albert Boulenger 1900. Protopterus dolloi ingår i släktet Protopterus och familjen Protopteridae. IUCN kategoriserar arten globalt som livskraftig. Inga underarter finns listade i Catalogue of Life.